# Acidophobie
 (février 2020).
Si vous disposez d'ouvrages ou d'articles de référence ou si vous connaissez des sites web de qualité traitant du thème abordé ici, merci de compléter l'article en donnant les références utiles à sa vérifiabilité et en les liant à la section « Notes et références ».
L'acidophobie correspond à l'intolérance aux environnements acides. Le terme est diversement appliqué aux plantes, aux bactéries, aux protozoaires, aux animaux, aux composés chimiques, etc. Le terme antonyme est "acidophile".

## Utilisation de l'acidophobie
Les plantes sont connues pour être bien définies en ce qui concerne leur tolérance au pH, et seul un petit nombre d'espèces se développent bien sous une large gamme d'acidité. Par conséquent, la catégorisation acidophile/acidophobe est bien définie. Parfois, une classification complémentaire est utilisée (calcicole/calcifuge, les calcicoles étant des plantes "aimant" la chaux). En jardinage, le pH du sol est une mesure de l'acidité ou de l'alcalinité du sol. Le pH est neutre lorsqu'il vaut 7. On parle d'acidité lorsqu'il est inférieur à 7 et de basicité lorsqu'il est supérieur à 7. Par conséquent, les acidophobes préféreraient un pH supérieur à 7. L'intolérance acide des plantes peut être atténuée par l'addition de chaux et par les engrais calciques et azotés. 
Les espèces acidophobes sont utilisées comme instrument naturel de surveillance du degré de contamination acidifiante du sol et des cours d'eau. Par exemple, lors de la surveillance de la végétation, une diminution des espèces acidophobes indiquerait une augmentation des pluies acides dans la région. Une approche similaire est utilisée avec les espèces aquatiques. 

## Exemples d'acidophobie
Parmi la faune acidophobe, on retrouve les vers blancs (Enchytraeus albidus), un aliment vivant populaire pour les aquariophiles.
Parmi la flore acidophobe, on retrouve la luzerne ou le trèfle.